# La biblioteca de Turpín
La biblioteca de Turpín es una serie de cómic realizada por Max para el suplemento "El Pequeño País", la primera que realizó dirigida al público infantil.

## Trayectoria editorial
Max, que tenía entonces una niña de 4 años, empezó a realizar La biblioteca de Turpín al mismo tiempo que publicaba Pankdinista! en "El Víbora". La serie tuvo éxito, pero Max no la continuó, desencantado ya del mundo del cómic y de las limitaciones formales y temáticas de un suplemento infantil.
La obra fue recopilada en un álbum monográfico por Altea y luego por Ediciones La Cúpula.